# (2657) Bashkiria
(2657) Bashkiria (1979 SB7) – planetoida z grupy pasa głównego asteroid okrążająca Słońce w ciągu 5,67 lat w średniej odległości 3,18 j.a. Odkryta 23 września 1979 roku.